# Большечаусовский сельсовет
Большеча́усовский сельсове́т — упразднённые административно-территориальная единица и муниципальное образование со статусом сельского поселения в составе Кетовского района Курганской области России. 
Административный центр — село Большое Чаусово.
15 марта 2022 года сельсовет был упразднён в связи с преобразованием муниципального района в муниципальный округ.

## История
В соответствии с Законом Курганской области от 6 июля 2004 года № 419 сельсовет наделён статусом сельского поселения.

## Население
| 1989  | 2002  | 2010  | 2012  | 2013  | 2014  | 2015  |
| ----- | ----- | ----- | ----- | ----- | ----- | ----- |
| 2530  | ↘2005 | ↗2413 | ↗2591 | ↗2792 | ↗2907 | ↗2924 |
| 2016  | 2017  | 2018  | 2019  | 2020  |       |       |
| ↗2932 | ↗3014 | ↗3046 | ↗3107 | ↗3254 |       |       |

## Состав сельского поселения
| № | Населённый пункт | Тип населённого пункта       | Население |
| - | ---------------- | ---------------------------- | --------- |
| 1 | Белый Яр         | деревня                      | ↗226      |
| 2 | Большое Чаусово  | село, административный центр | ↗2026     |
| 3 | Передергина      | деревня                      | ↗136      |
| 4 | Чистопрудный     | посёлок                      | ↘25       |